# Hei Zhou
Hei Zhou (kinesiska: 黑洲) är en ö i Kina. Den ligger i provinsen Guangdong, i den södra delen av landet, omkring 140 kilometer sydost om provinshuvudstaden Guangzhou. Arean är 0,68 kvadratkilometer. Den sträcker sig 1,2 kilometer i nord-sydlig riktning, och 1,0 kilometer i öst-västlig riktning.
Genomsnittlig årsnederbörd är 2 150 millimeter. Den regnigaste månaden är maj, med i genomsnitt 538 mm nederbörd, och den torraste är oktober, med 18 mm nederbörd.